# هجوم قرطبة
هجوم قرطبة أو معركة قرطبة هي مجموعة من العمليات العسكرية التي وقعت حول عاصمة المقاطعة قرطبة بين 19 و 22 أغسطس 1936. وقد تم تأطير هذا الهجوم من الجانب الجمهوري في إطار العمليات التي وقعت خلال الأشهر الأولى من الحرب الأهلية الإسبانية. كثيرا ماتجاهلها المؤرخين. فلو انتصر الجمهوريين لكانت قد قطعت الطريق مع غرناطة (تجنب الحصار اللاحق لمالقة) وكان من الممكن أن تشكل تهديدًا خطيرًا ضد إشبيلية.
كان فشل الهجوم الجمهوري مثالا جيدا على عدم جدوى تكتيك «حرب الطوابير» في تنفيذ عمليات ضد عدو منظم، مع أنه كان أقل عددا.

## البداية

### الانتفاضة العسكرية والأسابيع الأولى
بمجرد اندلاع تمرد 18 يوليو 1936، كان مقررا أن يتم الانقلاب في قرطبة في فترة مابعد الظهر: فيعلن الكولونيل سييراكو كاسكاخو قائد ثكنات المدفعية التمرد، والذي بدوره تحت قيادة الجنرال كيبو ديانو من إشبيلية. فتخرج القوات إلى الشارع بالمدفعية. وقد تردد في البداية الحرس المدني المتمركز في ثكناته، حول ماإذا كان سينضم إلى الانتفاضة أم لا، لكن في النهاية أجبرهم كاسكاخو على الانضمام في انقلاب داخلي. وفي شوارع العاصمة حاول حرس الاقتحام برفقة العمدة الاشتراكي مانويل سانشيز باداخوز، وبعض المقاتلين الاشتراكيين والنقابيين والمواطنين العاديين الدفاع عن المركز والنقاط الإستراتيجية للمدينة. إلا أن عددهم الصغير (الذي تجاوزه أيضًا الجيش والحرس المدني) اقنعهم بالتحصن بمبنى الحكومة المدنية.
وعند وصولها إلى المبنى تمكنت السلطة من الدفاع عن نفسها لبضع ساعات أمام الحرس المدني والجيش، لكن المقاومة لم تدم طويلاً لأنه بعد ساعات، أعيد تنظيم الجيش وتمكنت كتيبة المدفعية من وضع بعض المدافع أمام المبنى المقاوم مطلقين النار عليه. وبعد ساعات قليلة انهارت المقاومة واستسلم المبنى. وتمكن العقيد كاسكاخو من السيطرة الفعلية على مدينة قرطبة وعين سلطة جديدة مرتبطة بالتمرد. بالإضافة إلى العاصمة سقطت العديد من البلدات في جميع أنحاء المقاطعة في أيدي المتمردين. وبعدها قام كاسكاخو وضابط الحرس المدني برونو إيبانيز بقمع دموي ضد السكان المحليين، حيث أعدم 2000 شخص فقط في الأسبوع الأول.

### طابور مياخا
في الأيام التالية التي أعقبت محاولة الانقلاب، اندلعت معارك متفرقة بين الجانبين في جميع أنحاء المحافظة. ففي نهاية شهر يوليو مر الدفاع الجمهوري بتغير هام مع وصول رتل من المليشيات والجنود النظاميين إلى المحافظة بقيادة الجنرال مياخا. وصل هذا الطابور إلى مونتورو في 28 يوليو، وكان هدفه الأول هو استعادة قرطبة التي فاوض مياخا بنفسه عبر الهاتف مع العقيد كاسكاخو، بينما عمليات القصف مستمرة على العاصمة.
إجمالاً تكون عمود مياخا من 3000 رجل مقسمين إلى 9 مجموعات، تم إنشاء ثلاث منها كحاميات في مدن مختلفة وواحدة بقيت بالاحتياط. وتكون الطابور من بعض القوات العسكرية من الفرقة الأساسية الثالثة، وقوات من قاعدة كارتاخينا البحرية، وكذلك مليشيات من شرق إسبانيا وجيان. أما بالنسبة للهجوم، فقد كانت هناك 5 مجموعات متنوعة، تهاجم من عدة اتجاهات من الجبهة:
- مجموعة أرمنتيا: تتكون من سرية رماة وبطارية خفيفة، بالإضافة إلى رجال ميليشيات من بينارويا ولوس بدروش. وعددهم كان 280 رجلاً بقيادة جيراردو أرمينتيا بالاسيوس.
- مجموعة باليبريا: تتكون من سرية رماة ورشاشات وبطارية خفيفة. وعددهم كان حوالي 280 رجلاً بقيادة خوسيه باليبريا فيرا.
- مجموعة بيريز سالاس: تتكون من كتيبة رشاشات قادمة من كاستيلون، وبطاريتان من فالنسيا، وكتيبة من ميليشيات ألكوي، ومليشيات إسبيخو وحوالي 300 من الحرس المدني. وإجمالي عددهم كان حوالي 900 رجل بقيادة القائد بيريز سالاس. ويدعم هذا الطابور مجموعة فيكويرا المكونة من حوالي 120 من رجال الميليشيات.[4]
- مجموعة بيريس: تشكلت من ميليشيات مختلفة من جيان وبقيادة النائب الاشتراكي أليخاندرو بيريس. وعددهم حوالي 750 رجلاً وهي ذات تجهيز سيئ.

كان كارلوس غارسيا فاليخو قائد طابور (المجموعة ج) بقي في إل كاربيو كاحتياطي استراتيجي وكان عليه دعم هجوم طابور باليبريا بأسلحته. أما الطوابير التي من المرجح أنها تقدمت هي طابوري أرمينتيا وبليبريا (إلى الشمال) وبيريز سالاس (الجنوب)، وبيريز سالاس هو الأهم والأقوى. فجرى هجوم أرمينتيا من طريق سيرو موريانو، بينما أجبرت باليبريا بالمرور عبر جسر موتشو والهجوم على طريق مدريد. وأجبر طابور بيريز سالاس بالمرور عبر توريس كابريرا ودخل عبر الجسر الروماني في حركة كماشة. كان من المفترض تفوق القوات الجمهورية على حامية كوردوفان العسكرية الضعيفة، والتي ستهاجمها من عدة جبهات بكماشة وبدعم من الطيران من مطار أندوخار في جيان.

## اشتداد المعارك
بسبب صعوبة الاستيلاء على العاصمة، فقد ركز مياخا في البداية على المدن، بدءًا من الشمال ووادي البطروج حيث استعاد أنيورا (5 أغسطس) وأداموز في 10 أغسطس، وبلالكزار يوم 14 أغسطس والكاراكيخوس وفيلانيوفا ديل دوكوي وهينوخوسا ديل دوكوي وبوزوبلانكو يوم 15 من الشهر، حيث استمر العديد من اليمينيين والحرس المدني بالمقاومة. وفي الأسبوع الثاني من أغسطس انقلبت المعادلة. حيث عززت القوات المتمردة الحامية المحلية للمدينة بـ 400 من النظاميين من شمال إفريقيا. فشن الجنرال فاريلا هجومًا من إشبيلية بمهمة وصلها مع غرناطة التي عزلت منذ بداية الحرب عن بقية منطقة المتمردين. بعد إنشاء ممر سمح بربط المدينتين بحلول منتصف أغسطس بدأ فاريلا بتجهيز قواته للانطلاق في مالقة.
تكمن أهمية قرطبة في كونها مركزًا للاتصالات تحدد حيازته مصير غرناطة ومالقة (في أيدي الجمهوريين، ولكنها كانت معزولة تقريبًا بعد أن ربطها فاريلا بحامية غرناطة)، وتمهد الطريق إلى باسو دي ديسبينابيروس؛ مع سقوط قرطبة ستتعرض إشبيلية للخطر. علاوة على ذلك فقد كانت حامية العاصمة قرطبة صغيرة جدًا ولم تحصل على دعم قوي من قوات التمرد الأخرى.

### هجوم الجمهوريين
في 20 أغسطس بدأ الهجوم الذي طال انتظاره على المدينة بالطوابير الخمسة. كانت مقاومة المتمردين أقوى مما كان متوقعا بعد وصول المقدم خوسيه إنريكي فاريلا من الجنوب مع بعض التعزيزات من القوات الأفريقية. فعزز فاريلا في قرار سريع من موقف الكوليا مع الأفارقة. وقد أجبرت طوابير الجمهورية على التراجع إلى أسوار المدينة التي تقع على بعد 8 كيلومترات فقط من المنطقة الحضرية في قرطبة، لكن تدخل طائرات Savoia-Marchetti SM81 وDC-2 القادمة من قاعدة طبلدة الجوية أوقف تقدم الجمهوريين. كانت جماعة بيريز سالاس أهم المجموعات الخمس، إلا أن قصف المتمردين تسبب في خسائر كبيرة بين عناصرها. على الرغم من ذلك لم يتخل القائد بيريز سالاس عن محاولاته دخول قرطبة. في نهاية يوم 20 أغسطس أمر مياخا مجموعتي باليبريا وأرمنتيا بالهجوم. على الرغم من أن طابور أرمنتيا كان على بعد 6 كيلومترات من المنطقة الحضرية على طول طريق سيرو موريانو، وواجه طابور باليبريا مقاومة من القوات المغربية على جسر موتشو.
بحلول فجر يوم 21 كانت مجموعة بيريز سالاس قد انهكتها الهجمات الجوية بشدة، في حين توقفت مجموعتي باليبريا وأرمنتيا دون أي إمكانية للتقدم. وفي ساعات الصباح الأولى، تعرضت المدينة لقصف عنيف من الطيران الحكومي، على الرغم من أنه بحلول ذلك الوقت كان مياخا قد أمر بالفعل بوقف الهجوم والعودة إلى قواعد انطلاقهم. استمر القتال حتى يوم 22، لكن الهجوم كان من الممكن أن ينتهي في نفس اليوم. ثم تم صد ميا وهرب العديد من رجال الميليشيات من طوابيرهم في حالة من الفوضى، حتى أنهم استخدموا بنادقهم ضد كل من يحاول إيقاف فرارهم.

## النتائج والآثار
عندما فشل الهجوم على قرطبة، لم يستولي المتمردون على المدينة فحسب، بل انكشف أوجه القصور في القوات الجمهورية في المنطقة، وهو الوضع الذي استغلته القوات المتمردة بعد بضعة أسابيع.
وضع فشل مياخا في هذا الهجوم علامات استفهام في مسألة ولائه للجمهورية. وقال بعض المؤرخين بأنه لم يتقدم في قرطبة لأن كيسكاخو هدد بالانتقام من عائلته الذين سجنهم هناك. بالنسبة للمؤرخ البريطاني أنتوني بيفور، فإن الهجوم فشل بسبب عدم كفاءة مياخا والضباط المحترفين في الجيش الجمهوري. وفي الواقع فإن العديد من ضباط مياخا هم مؤيدو المتمردين. على سبيل المثال كان مساعده قلق جدا أثناء المعركة بشأن الهروب إلى منطقة المتمردين، بينما هجر النقيب أنطونيو ريباراز في 23 أغسطس مع 200 من الحرس المدني. أما بالنسبة لشخصية مياخا فقد تعرض لانتقادات شديدة لبطئه في التوقف عند غزو البلدات الصغيرة إلى الشمال الشرقي من المدينة، لأنه لو هاجم المدينة في ذلك الوقت فمن المحتمل جدًا أنه لن يجد يقاومة.
بدأت القوات المتمردة بعد فشل الجمهوريون في التقدم نحو مدن الوادي الكبير وحول العاصمة قرطبة. كان قمع المتمردين على البلدات التي احتلها الجمهوريون لفترة وجيزة قاسياً للغاية. على سبيل المثال في مدينة بالما ديل ريو أعدم أحد ملاك الأراضي المحليين 300 من المتعاطفين الجمهوريين؛ بينما قتل الجمهوريون 42 من أنصار القوميين عندما كانوا فيها. بعد هجوم المتمردين المضاد خلال سبتمبر، استقرت جبهة قرطبة.

## ملاحظة
1. ↑  في اللحظات الأولى من الحرب، لم يكن لدى قوات المتمردين علم خاص بهم. ولكن في 29 أغسطس 1936، صدر مرسوم عن مجلس الدفاع الوطني (الهيئة التي كانت تحتفظ بمقر الدولة في المنطقة المتمردة) العلم ثنائي الألوان الأحمر الأصفر.
2. ↑  كان أساس تلك القوة من رجال الميليشيات والحرس المدني وعدد قليل من الجنود.
3. ↑  كان أساس تلك القوات من الوحدات الأفريقية في طابور فاريلا والحامية الصغيرة في قرطبة.
4. ↑  تعرض هذا القرار لانتقادات شديدة من المؤرخين، لأنه لو تم تنفيذه في ذلك الوقت لما كانت هناك قوات متمردة بالمدينة.
5. ↑  وفقًا لشهادة فرانسيسكو غيرال، التي نقلها هيو توماس في كتابه تاريخ الحرب الأهلية الإسبانية.